# Copa Mundial de Clubes de la FIFA 2023
La Copa Mundial de Clubes de la FIFA 2023 fue la vigésima edición del torneo internacional de clubes de fútbol. Se disputó entre el 12 y 22 de diciembre de 2023 con sede en Arabia Saudita. Fue además la última edición con el formato de siete equipos, pasando la siguiente edición con sede en Estados Unidos a un formato de 32 equipos para asemejarse al antiguo formato de la Copa del Mundo de selecciones.
El formato que enfrenta sólo a los campeones de cada confederación pasa a ser la Copa Intercontinental de la FIFA, que inicia en el 2024 tomando un formato similar, que se disputará cada año.
Esta edición fue ganada por el Manchester City tras golear al Fluminense por 4-0, por lo cual se convierte en campeón del mundo durante 19 meses, hasta que se dispute la renovada Copa Mundial de Clubes con 32 equipos en el 2025.

## Sedes

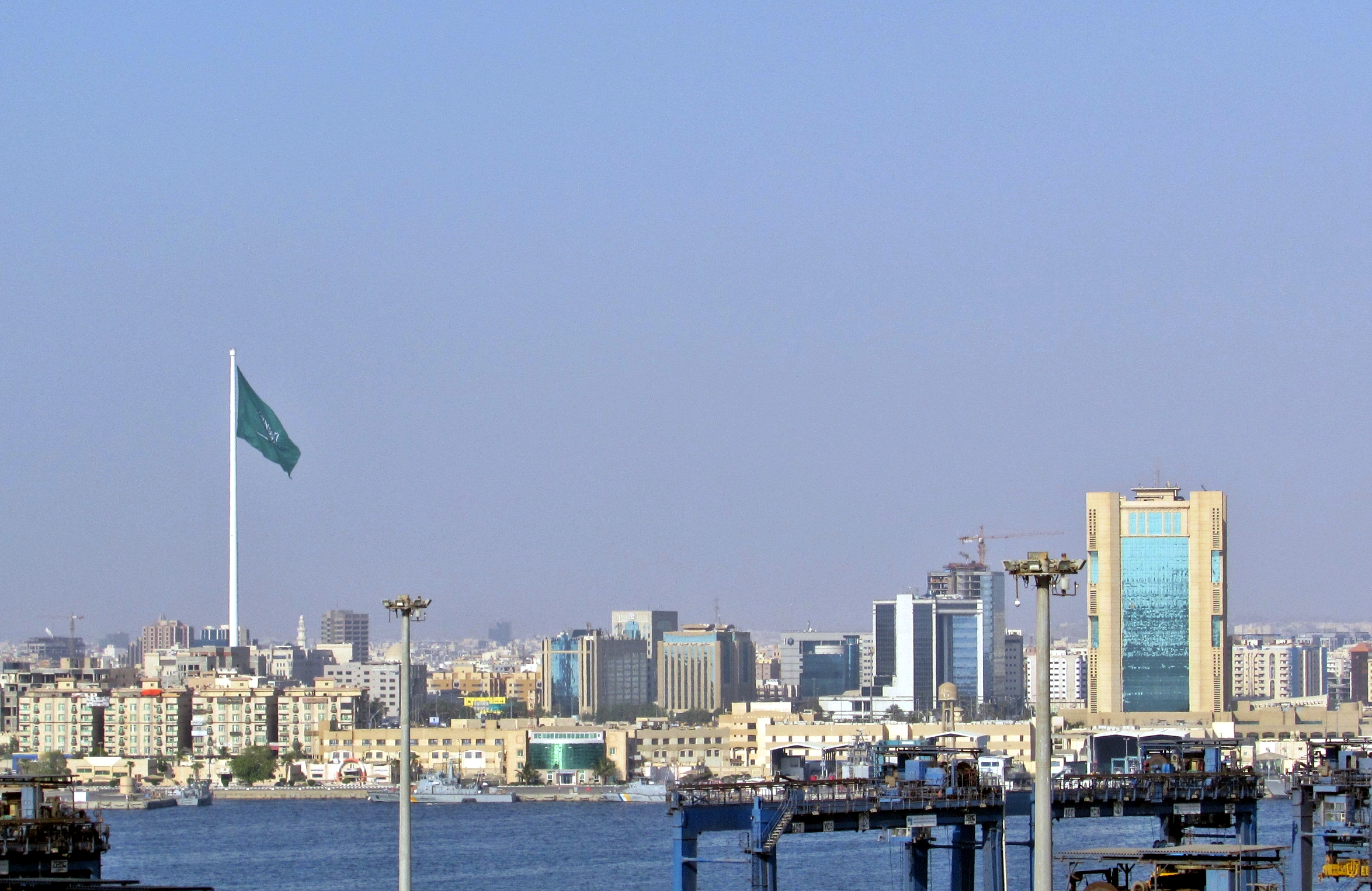
La ciudad de Yeda, fue la única sede en territorio saudí que albergó todos los partidos del torneo.

La FIFA confirmó el 13 de febrero de 2023 que se celebraría el torneo en 2023.
Finalmente el órgano rector del fútbol mundial confirmó a la ciudad de Yeda, como la sede única para que se disputen todos los partidos del torneo.
| Yeda                      | Yeda                                |
| ------------------------- | ----------------------------------- |
| King Abdullah Sports City | Estadio Príncipe Abdullah al-Faisal |
| Capacidad: 62 345         | Capacidad: 27 000                   |
|                           |                                     |
| Yeda                      |                                     |

## Clubes clasificados
Los equipos participantes se clasificaron a lo largo del año a través de las seis mayores competiciones continentales y la primera división del país anfitrión. En cursiva los equipos debutantes.
| Confederación                     | Equipo             | Vía de clasificación                                  |
| --------------------------------- | ------------------ | ----------------------------------------------------- |
| Europa                            | Manchester City    | Campeón de la Liga de Campeones de la UEFA (2022-23)  |
| América del Sur                   | Fluminense         | Campeón de la Copa Conmebol Libertadores (2023)       |
| Norte, Centroamérica y Caribe     | León               | Campeón de la Liga de Campeones de la Concacaf (2023) |
| Asia                              | Urawa Red Diamonds | Campeón de la Liga de Campeones de la AFC (2022)      |
| África                            | Al-Ahly            | Campeón de la Liga de Campeones de la CAF (2022-23)   |
| Oceanía                           | Auckland City      | Campeón de la Liga de Campeones de la OFC (2023)      |
| País organizador (Arabia Saudita) | Al-Ittihad         | Campeón de la Liga Profesional Saudí (2022-23)        |

## Árbitros
La lista de árbitros designados fue anunciada el 3 de noviembre de 2023.
| AFC - Mohammed Al-Hoish - Khalaf Al-Shammari (asistente) - Yasir Al-Sultán (asistente) - Khamis Al-Marri (VAR) CAF - Jean Jacques Ndala Ngambo - Elvis Noupue (asistente) - Arsenio Maringule (asistente) - Zourak Adil (VAR) Concacaf - Tori Penso - Brooke Mayo (asistente) - Kathryn Nesbitt (asistente) - Tatiana Guzmán (VAR) Conmebol - Jesús Valenzuela - Jorge Urrego (asistente) - Tulio Moreno (asistente) - Juan Soto (VAR) - Juan Lara (VAR) UEFA - Szymon Marciniak - Tomasz Listkiewicz (asistente) - Adam Kupsik (asistente) - Tomasz Kwiatkowski (VAR) - Alejandro Hernández (VAR) - Iván Bebek (VAR) OFC - Campbell-Kirk Kawana-Waugh (árbitro de soporte) |

## Partidos
El sorteo del torneo se llevó a cabo el 5 de septiembre de 2023 a las 14:00 (UTC+3), en Yeda, Arabia Saudita, para decidir los enfrentamientos de la segunda ronda (entre el ganador de la primera ronda y los equipos de AFC, CAF y Concacaf), y los oponentes de los dos ganadores de la segunda ronda en las semifinales (contra equipos de Conmebol y la UEFA).
Si un partido finaliza empatado:
- Para los partidos de eliminación, se jugaba tiempo suplementario. Si continuaba empatado, se ejecutaban tiros desde el punto penal.
- Para el partido por el tercer puesto, no se jugaba tiempo extra y se realizaba directamente una tanda de penaltis.

|  | Eliminación preliminar                 | Eliminación preliminar |                                        |      | Cuartos de final                       | Cuartos de final                       |  |  | Semifinales | Semifinales |  |  | Final                                | Final |
|  | 12 de diciembre - A. Sports City       |                        |                                        |      |                                        |                                        |  |  |             |             |  |  |                                      |       |
|  | Al-Ittihad                             | 3                      |                                        |      | 15 de diciembre - Abdullah Sports City | 15 de diciembre - Abdullah Sports City |  |  |             |             |  |  |                                      |       |
|  | Al-Ittihad                             | 3                      |                                        |      | 15 de diciembre - Abdullah Sports City | 15 de diciembre - Abdullah Sports City |  |  |             |             |  |  |                                      |       |
|  | Auckland City                          | 0                      |                                        |      | Al-Ahly                                | 3                                      |  |  |             |             |  |  |                                      |       |
|  | Auckland City                          | 0                      | 18 de diciembre - Abdullah Sports City |      | Al-Ahly                                | 3                                      |  |  |             |             |  |  |                                      |       |
|  |                                        |                        |                                        |      | Al-Ittihad                             | 1                                      |  |  |             |             |  |  |                                      |       |
|  | Fluminense                             | 2                      |                                        |      | Al-Ittihad                             | 1                                      |  |  |             |             |  |  |                                      |       |
|  | Fluminense                             | 2                      |                                        |      |                                        |                                        |  |  |             |             |  |  |                                      |       |
|  |                                        |                        | Al-Ahly                                | 0    |                                        |                                        |  |  |             |             |  |  |                                      |       |
|  |                                        |                        | Al-Ahly                                | 0    |                                        |                                        |  |  |             |             |  |  |                                      |       |
|  |                                        |                        | 22 de diciembre - Abdullah Sports City |      |                                        |                                        |  |  |             |             |  |  |                                      |       |
|  |                                        |                        |                                        |      |                                        |                                        |  |  |             |             |  |  |                                      |       |
|  | Manchester City                        | 4                      |                                        |      |                                        |                                        |  |  |             |             |  |  |                                      |       |
|  | Manchester City                        | 4                      | 15 de diciembre - Abdullah al-Faisal   |      |                                        |                                        |  |  |             |             |  |  |                                      |       |
|  |                                        | Fluminense             | 0                                      |      |                                        |                                        |  |  |             |             |  |  |                                      |       |
|  |                                        |                        | 0                                      | León | 0                                      |                                        |  |  |             |             |  |  |                                      |       |
|  | 19 de diciembre - Abdullah Sports City |                        |                                        | León | 0                                      |                                        |  |  |             |             |  |  |                                      |       |
|  |                                        | Urawa Red Diamonds     | 1                                      |      |                                        |                                        |  |  |             |             |  |  |                                      |       |
|  | Urawa Red Diamonds                     | Urawa Red Diamonds     | 1                                      | 0    |                                        |                                        |  |  |             |             |  |  |                                      |       |
|  | Urawa Red Diamonds                     |                        | Tercer lugar                           | 0    |                                        |                                        |  |  |             |             |  |  |                                      |       |
|  |                                        |                        | Manchester City                        | 3    |                                        |                                        |  |  |             |             |  |  |                                      |       |
|  | Urawa Red Diamonds                     | 2                      | Manchester City                        | 3    |                                        |                                        |  |  |             |             |  |  |                                      |       |
|  | Urawa Red Diamonds                     | 2                      |                                        |      |                                        |                                        |  |  |             |             |  |  |                                      |       |
|  | Al-Ahly                                | 4                      |                                        |      |                                        |                                        |  |  |             |             |  |  |                                      |       |
|  | Al-Ahly                                | 4                      |                                        |      |                                        |                                        |  |  |             |             |  |  |                                      |       |
|  |                                        |                        |                                        |      |                                        |                                        |  |  |             |             |  |  | 22 de diciembre - Abdullah al-Faisal |       |

- Los horarios corresponden a la hora local de Arabia Saudita (UTC+3).

### Primera ronda
| 12 de diciembre | Al-Ittihad                              | 3:0 (3:0) | Auckland City | King Abdullah Sports City, Yeda                                            |                                                                            |
| 21:00           | Romarinho 29' · Kanté 34' · Benzema 40' | Reporte   |               | Asistencia: 50 248 espectadores Árbitro(s): Tori Penso VAR: Tatiana Guzmán | Asistencia: 50 248 espectadores Árbitro(s): Tori Penso VAR: Tatiana Guzmán |

### Segunda ronda
| 15 de diciembre | León | 0:1 (0:0) | Urawa Red Diamonds | Estadio Príncipe Abdullah al-Faisal, Yeda                                                     |                                                                                               |
| 17:30           |      | Reporte   | Schalk 78'         | Asistencia: 2 525 espectadores Árbitro(s): Jean Jacques Ndala Ngambo VAR: Hernández Hernández | Asistencia: 2 525 espectadores Árbitro(s): Jean Jacques Ndala Ngambo VAR: Hernández Hernández |

| 15 de diciembre | Al-Ahly                                         | 3:1 (1:0) | Al-Ittihad    | King Abdullah Sports City, Yeda                                             |                                                                             |
| 21:00           | Maâloul 21' (pen.) · El Shahat 59' · Ashour 62' | Reporte   | Benzema 90+2' | Asistencia: 56 111 espectadores Árbitro(s): Jesús Valenzuela VAR: Juan Soto | Asistencia: 56 111 espectadores Árbitro(s): Jesús Valenzuela VAR: Juan Soto |

### Semifinales
| 18 de diciembre | Fluminense                     | 2:0 (0:0) | Al-Ahly | King Abdullah Sports City, Yeda                                                      |                                                                                      |
| 21:00           | Arias 71' (pen.) · Kennedy 90' | Reporte   |         | Asistencia: 34 986 espectadores Árbitro(s): Szymon Marciniak VAR: Tomasz Kwiatkowski | Asistencia: 34 986 espectadores Árbitro(s): Szymon Marciniak VAR: Tomasz Kwiatkowski |

| 19 de diciembre | Urawa Red Diamonds | 0:3 (0:1) | Manchester City                                  | King Abdullah Sports City, Yeda                                                 |                                                                                 |
| 21:00           |                    | Reporte   | Høibråten 45+1' (a.g.) · Kovačić 52' · Silva 59' | Asistencia: 40 127 espectadores Árbitro(s): Mohammed Al-Hoaish VAR: Adil Zourak | Asistencia: 40 127 espectadores Árbitro(s): Mohammed Al-Hoaish VAR: Adil Zourak |

### Tercer puesto
| 22 de diciembre | Urawa Red Diamonds            | 2:4 (1:2) | Al-Ahly                                                    | Estadio Príncipe Abdullah al-Faisal, Yeda                                  |                                                                            |
| 17:30           | Kanté 43' · Scholz 54' (pen.) | Reporte   | Ibrahim 19' · Tau 25' · Koizumi 60' (a.g.) · Maâloul 90+8' | Asistencia: 10 290 espectadores Árbitro(s): Tori Penso VAR: Tatiana Guzmán | Asistencia: 10 290 espectadores Árbitro(s): Tori Penso VAR: Tatiana Guzmán |

## Final
| 31         | Guardameta     | Ederson        |     |
| 2          | Defensa        | Kyle Walker    |     |
| 3          | Defensa        | Rúben Dias     |     |
| 5          | Defensa        | John Stones    | 74' |
| 6          | Defensa        | Nathan Aké     | 81' |
| 82         | Centrocampista | Rico Lewis     | 60' |
| 16         | Centrocampista | Rodri          | 74' |
| 20         | Centrocampista | Bernardo Silva |     |
| 47         | Centrocampista | Phil Foden     | 81' |
| 10         | Centrocampista | Jack Grealish  |     |
| 19         | Delantero      | Julián Álvarez |     |
| Entrenador | Entrenador     | Pep Guardiola  |     |

| 1          | Guardameta     | Fábio              |     |
| 2          | Defensa        | Samuel Xavier      |     |
| 33         | Defensa        | Nino               | 74' |
| 30         | Defensa        | Felipe Melo        | 60' |
| 12         | Defensa        | Marcelo            | 60' |
| 7          | Centrocampista | André              |     |
| 8          | Centrocampista | Matheus Martinelli |     |
| 21         | Centrocampista | Jhon Arias         |     |
| 10         | Centrocampista | Ganso              | 60' |
| 11         | Centrocampista | Keno               | 46' |
| 14         | Delantero      | Germán Cano        |     |
| Entrenador | Entrenador     | Fernando Diniz     |     |

| 8  | Centrocampista | Mateo Kovačić  | 60' |
| 24 | Defensa        | Joško Gvardiol | 74' |
| 25 | Defensa        | Manuel Akanji  | 74' |
| 27 | Centrocampista | Matheus Nunes  | 81' |
| 52 | Centrocampista | Oscar Bobb     | 81' |

| 9  | Delantero      | John Kennedy  | 46' |
| 40 | Defensa        | Diogo Barbosa | 60' |
| 5  | Centrocampista | Alexsander    | 60' |
| 45 | Centrocampista | Lima          | 60' |
| 4  | Defensa        | Marlon Santos | 74' |

| Anotado           | 1'  | Julián Álvarez | 1–0 |
| Anotado · Autogol | 27' | Nino           | 2–0 |
| Anotado           | 72' | Phil Foden     | 3–0 |
| Anotado           | 88' | Julián Álvarez | 4–0 |

| Amonestado | 57' | Marcelo      |
| Amonestado | 68' | Alexsander   |
| Amonestado | 84' | John Kennedy |

| Árbitro             | Szymon Marciniak   |
| Árbitros asistentes | Tomasz Listkiewicz |
| Árbitros asistentes | Adam Kupsik        |
| Cuarto árbitro      | Jesús Valenzuela   |
| Quinto árbitro      | Tulio Moreno       |
| VAR                 | Tomasz Kwiatkowski |
| Asistentes del VAR  | Juan Soto          |
| Asistentes del VAR  | Jorge Urrego       |
| Asistentes del VAR  | Juan Lara          |

| 31         | Guardameta     | Ederson        |     |
| 2          | Defensa        | Kyle Walker    |     |
| 3          | Defensa        | Rúben Dias     |     |
| 5          | Defensa        | John Stones    | 74' |
| 6          | Defensa        | Nathan Aké     | 81' |
| 82         | Centrocampista | Rico Lewis     | 60' |
| 16         | Centrocampista | Rodri          | 74' |
| 20         | Centrocampista | Bernardo Silva |     |
| 47         | Centrocampista | Phil Foden     | 81' |
| 10         | Centrocampista | Jack Grealish  |     |
| 19         | Delantero      | Julián Álvarez |     |
| Entrenador | Entrenador     | Pep Guardiola  |     |

| 1          | Guardameta     | Fábio              |     |
| 2          | Defensa        | Samuel Xavier      |     |
| 33         | Defensa        | Nino               | 74' |
| 30         | Defensa        | Felipe Melo        | 60' |
| 12         | Defensa        | Marcelo            | 60' |
| 7          | Centrocampista | André              |     |
| 8          | Centrocampista | Matheus Martinelli |     |
| 21         | Centrocampista | Jhon Arias         |     |
| 10         | Centrocampista | Ganso              | 60' |
| 11         | Centrocampista | Keno               | 46' |
| 14         | Delantero      | Germán Cano        |     |
| Entrenador | Entrenador     | Fernando Diniz     |     |

| 8  | Centrocampista | Mateo Kovačić  | 60' |
| 24 | Defensa        | Joško Gvardiol | 74' |
| 25 | Defensa        | Manuel Akanji  | 74' |
| 27 | Centrocampista | Matheus Nunes  | 81' |
| 52 | Centrocampista | Oscar Bobb     | 81' |

| 9  | Delantero      | John Kennedy  | 46' |
| 40 | Defensa        | Diogo Barbosa | 60' |
| 5  | Centrocampista | Alexsander    | 60' |
| 45 | Centrocampista | Lima          | 60' |
| 4  | Defensa        | Marlon Santos | 74' |

| Anotado           | 1'  | Julián Álvarez | 1–0 |
| Anotado · Autogol | 27' | Nino           | 2–0 |
| Anotado           | 72' | Phil Foden     | 3–0 |
| Anotado           | 88' | Julián Álvarez | 4–0 |

| Amonestado | 57' | Marcelo      |
| Amonestado | 68' | Alexsander   |
| Amonestado | 84' | John Kennedy |

| Árbitro             | Szymon Marciniak   |
| Árbitros asistentes | Tomasz Listkiewicz |
| Árbitros asistentes | Adam Kupsik        |
| Cuarto árbitro      | Jesús Valenzuela   |
| Quinto árbitro      | Tulio Moreno       |
| VAR                 | Tomasz Kwiatkowski |
| Asistentes del VAR  | Juan Soto          |
| Asistentes del VAR  | Jorge Urrego       |
| Asistentes del VAR  | Juan Lara          |

|                         |
| Bandera de Inglaterra   |
| Campeón Manchester City |
| 1.er título             |

## Estadísticas

### Tabla de rendimiento
| Pos | Club               | Puntos | PJ | PG | PE | PP | GF | GC | Dif. | Rend.  |
| --- | ------------------ | ------ | -- | -- | -- | -- | -- | -- | ---- | ------ |
| 1   | Manchester City    | 6      | 2  | 2  | 0  | 0  | 7  | 0  | +7   | 100%   |
| 2   | Fluminense         | 3      | 2  | 1  | 0  | 1  | 2  | 4  | –2   | 50%    |
| 3   | Al-Ahly            | 6      | 3  | 2  | 0  | 1  | 7  | 5  | +2   | 66.7%  |
| 4   | Urawa Red Diamonds | 3      | 3  | 1  | 0  | 2  | 3  | 7  | –4   | 33.33% |
| 5   | Al-Ittihad         | 3      | 2  | 1  | 0  | 1  | 4  | 3  | +1   | 50%    |
| 6   | León               | 0      | 1  | 0  | 0  | 1  | 0  | 1  | –1   | 0%     |
| 7   | Auckland City      | 0      | 1  | 0  | 0  | 1  | 0  | 3  | –3   | 0%     |

Actualizado al 22 de diciembre de 2023.

### Tabla de goleadores
Al goleador le correspondió la bota de oro del campeonato, al segundo goleador la bota de plata y al tercero la bota de bronce.
| Jugador                                                             | Club            | Anotado | Minutos jugados |
| ------------------------------------------------------------------- | --------------- | ------- | --------------- |
| Julián Álvarez                                                      | Manchester City | 2       | 115'            |
| Karim Benzema                                                       | Al-Ittihad      | 2       | 180'            |
| Ali Maâloul                                                         | Al-Ahly         | 2       | 270'            |
| Actualizado al último partido disputado el 22 de diciembre de 2023. |                 |         |                 |

### Premio Fair Play
El premio fair play de la FIFA se le otorgó al equipo participante que logró el juego más limpio en el campeonato.
| Equipo     |
| Al-Ittihad |
| ---------- |

### Premio Alibaba Cloud
El premio Alibaba Cloud fue entregado al mejor jugador de la final.
| Jugador        | Equipo          |
| Julián Álvarez | Manchester City |
| -------------- | --------------- |

### Balones de Oro, Plata y Bronce Adidas
El Balón de Oro Adidas fue un reconocimiento entregado por la firma alemana de indumentaria patrocinante del Mundial de Clubes para el mejor jugador del torneo. Asimismo, también fueron entregados los Balones de Plata y Bronce para los considerados segundo y tercero mejores jugadores del torneo, respectivamente.
| Jugador     | Equipo          |
| ----------- | --------------- |
| Rodri       | Manchester City |
| Kyle Walker | Manchester City |
| Jhon Arias  | Fluminense      |